# Open University Hektor 2
Open University Hektor 2 (Hektor 2) је кућни рачунар универзитета Open University који је почео да се производи у Уједињеном Краљевству током 1981. године.
Користио је 8085 микропроцесорску јединицу а RAM меморија рачунара је имала капацитет од 4 KB. 
Као оперативни систем кориштен је специјални систем са монитором, едитором и асемблером за 8085.

## Детаљни подаци
Детаљнији подаци о рачунару Hektor 2 су дати у табели испод.
|                       |                                                               |
| [ 1 ]                 |                                                               |
| Произвођач            |                                                               |
| Тип                   | кућни рачунар                                                 |
| Меморија              | 4 KB                                                          |
| Поријекло             | Уједињено Краљевство                                          |
| Година                | 1981                                                          |
| Тастатура             | Пуни помак 60 тастера                                         |
| Процесор              |                                                               |
| Фреквенција процесора | 3,024 (са 6,048 кристалом)                                    |
| RAM                   | 4 KB                                                          |
| ROM                   | 8 KB                                                          |
| Текст                 | 16 линија, 64 знака свака                                     |
| Графика               | псеудографика                                                 |
| Боја                  | једна боја                                                    |
| Звук                  | један тон                                                     |
| Димензије             | 30,5 (ширина) x 26 (дубина) cm. (само матична плоча)            |
| Портови               |                                                               |
| Оперативни систем     | специјални систем са монитором, едитором и асемблером за 8085 |